# Him Kerosene
Him Kerosene var ett svenskt alternativrockband från Luleå, bildat 1991. De släppte två album och tre EP-skivor innan de splittrades.

## Biografi
Him Kerosene bildades 1991 i Luleå och spelade till en början pop inspirerad av The Beatles och The Smiths. Tillgången på replokaler i Luleå var vid denna tidpunkt god och de många banden bidrog till varandra i olika konstellationer. Två av medlemmarna var Kristofer Åström och Pelle Gunnerfeldt från Fireside, vilket ytterligare ökade uppmärksamheten för Him Kerosene.
1995 utkom debutalbumet Recorder på Ampersand Records. The Bear Quartet-medlemmarna Johan Forsling och Mattias Alkberg bidrog med text och musik på flera låtar. Forsling blev senare en stadigvarande medlem i bandet då han ersatte Kristofer Åström när han och Pelle Gunnerfeldt lämnade bandet.
Året efter, 1996, utkom bandets första EP, Caper, även den på Ampersand Records. Bandet bestod nu av Niklas Quintana (sång, gitarr), Johan Forsling (gitarr), Nils Renberg (bas) och Tomas Turunen (trummor). Bandet fick därefter skivkontrakt med Telegram Records Stockholm, som släppte singeln Loser Outfit, vilken blev Forslings andra och sista release med bandet. Med Anders Ekström från Breach (där både Turunen och Quintana senare kom att ingå) som ny gitarrist släpptes EP:n Whatever Gets You By (1997) och bandets andra studioalbum Start. Stop. (1997).
Försäljningsframgångarna uteblev och Telegram Records valde därför att avbryta sitt samarbete med Him Kerosene. Bandet släppte därefter en split-7" med Kevlar (1999) och ytterligare en EP, No Mend No Repair (2001), på andra bolag innan de splittrades.
Quintana och Turunen bildade senare bandet The End Will Be Kicks, som mer eller mindre plockade upp tråden där Him Kerosene slutade. 

## Medlemmar
Tidigare medlemmar
- Kristofer Åström – sång, gitarr, keyboard, basgitarr, munspel
- Pelle Gunnerfeldt – trummor
- Johan Forsling – gitarr
- Niklas Quintana – sång, gitarr
- Tomas Turunen – trummor
- Anders Ekström – gitarr
- Nils Renberg – bas

## Diskografi
Studioalbum
- 1995 – Recorder
- 1997 – Start. Stop.

EP
- 1996 – Caper
- 1997 – Whatever Gets You By
- 2001 – No Mend No Repair

Singlar
- 1997 – "Loser Outfit"

Annat
- 1999 – Him Kerosene / Kevlar (delad EP)